# Wijkia gracilis
Wijkia gracilis là một loài Rêu trong họ Sematophyllaceae. Loài này được (E.B. Bartram) H.A. Crum miêu tả khoa học đầu tiên năm 1971.